# Некременко
Некреме́нко — пасажирська зупинна залізнична платформа Лиманської дирекції Донецької залізниці.
Розташована між с. Василівка Перша та Василівка Друга, Ізюмський район, Харківської області на лінії Слов'янськ — Лозова між станціями Бантишеве (7 км) та Гусарівка (3 км).
Станом на початок 2016 р. через платформу слідують приміські електропоїзди, проте не зупиняються.